# Un mechón de pelo
Un mechón de pelo è il quinto album in studio della cantante argentina Tini, pubblicato il 12 aprile 2024 dalla 5020 Records, Hollywood Records e Sony Music Latin.

## Biografia
Tini torna dopo un anno e mezzo con il suo album precedente Cupido, e torna con un lavoro che approfondisce il suo processo di scoperta di sé e approfondisce le lotte personali della cantante con la salute mentale e le complessità del crescere come una star bambina, lasciando il posto a uno stadio molto più crudo, onesto e maturo.

Il 27 marzo 2024 la cantante ha pubblicato un breve trailer dell'album, catturando la cantante in un momento vulnerabile in cui si guarda allo specchio con le forbici in mano per tagliarsi i capelli. 
A differenza dei suoi lavori precedenti, Tini evita le collaborazioni con ospiti in favore di un'esplorazione più intima del suo mondo interiore, incorporando poesie parlate e note vocali dei suoi più stretti confidenti.

## Promozione
Tini   ha ufficialmente annunciato la pubblicazione dell'album il 27 marzo 2024 condividendone in seguito anche la tracklist. 
L'album e stato anticipato da tre singoli: Pa pubblicato il 1º aprile 2024, Posta pubblicato il 5 aprile 2024 e Buenos Aires pubblicato il 10 aprile 2024. 

## Tracce
1. Pa – 3:10
2. Posta – 2:01
3. Miedo – 3:05
4. Ni de ti – 2:34
5. Ángel – 3:46
6. Buenos Aires – 3:23
7. Tinta 90 – 2:46
8. Ellas – 1:47
9. Bien – 2:52
10. Me voy – 2:20

## Classifiche
| Classifica (2024) | Posizione massima |
| ----------------- | ----------------- |
| Spagna            | 14                |